# Порте, Абдон
Абдон Порте (исп. Abdón Porte; 1893, Либертад, Дурасно, Уругвай — 5 марта 1918, Монтевидео, Уругвай) — уругвайский футболист. Полузащитник оборонительного плана, он прославился, выступая за «Насьональ», в составе которого провёл 207 матчей и выиграл 19 национальных и международных трофеев. Страстная увлечённость Абдона Порте игрой, самоотверженность на поле и приверженность спортивным идеалам за его пределами, а также обстоятельства, приведшие к трагическому финалу, сделали его ярким примером верности игре и символом футбольной культуры Уругвая.

## Карьера в клубе
До 1908 года Порте проживал в Либертаде, что в центральном уругвайском департаменте Дурасно, где пытался организовать футбольный клуб, но в конечном счёте предпочёл перебраться в Монтевидео и заняться футболом там. Только два года спустя Порте смог присоединиться к столичному футбольному клубу «Колон», но вскоре вернулся в Либертад, и следующий, 1911 год, начал в майке одноимённого клуба, учреждённого недавно и просуществовавшего недолго. Играя за непретенциозный «Либертад», Порте вскоре обратил на себя внимание одного из двух сильнейших клубов страны, «Насьоналя», и в результате вернулся в Монтевидео, чтобы более его не покинуть. 12 марта 1911 года Порте впервые вышел на поле в качестве футболиста «Насьоналя».
Ретроспективно Абдон Порте, сразу же после кончины, последовавшей спустя считанные годы после дебюта за «Насьональ», едва ли не канонизированный болельщиками Tricolores, выглядит первой безусловной звездой и, более того, легендой именитого клуба. Присоединившись к новой команде, что стало возможным для человека рабочего класса, к которому он принадлежал, по причине глубокого институционального кризиса в клубе и последующего от него откола «богатых», несогласных с инициативой нового руководства в лице президента Хосе Марии Дельгадо о привлечении в клуб рабочей молодёжи с целью его популяризации, и ушедших в местный «Бристоль», и снятием, таким образом, социальных преград при приёме в коллектив, Порте с первого же сезона в белой майке выдвинулся в её, команды, лидера. Переформатировавшийся на ходу «Насьональ» раскачивался один сезон, чтобы затем «выстрелить» долгожданным, завоёванным через десятилетие после предыдущего, чемпионством, и, вдобавок, приложившимся к нему Копа Компетенсия. Зарекомендовавший себя лидером, мотором команды, Абдон Порте получает капитанскую повязку и становится выразителем и персонификатором «Насьоналя» первой половины 1910-х годов. Новые кубки по два, по три пополняют комнату трофеев ежегодно; плеймейкер, превосходный дриблер, собственной персоной связавший оборонительную линию с полузащитой, а её — фактически совместивший с нападением, неутомимый Порте приводит команду, ещё сравнительно недавно казавшуюся сомнительным экспериментом, к новым вершинам. При капитане Порте, неутомимо заводящего одноклубников, заряжающего команду клокотавшей в нём энергией, «Насьональ» выигрывает россыпь международных трофеев, повергая в финалах одного за другим соперников: «Сан-Исидро» (1:0), «Портеньо» (2:0) — в рамках Кубка Конкуренции Шевалье Бутеля, «Расинг» (2:0, 3:1), «Росарио Сентраль» (6:1) — в рамках Кубка Славы Коусиньер, — представителей главной противостоящей Уругваю футбольной державы, Аргентины, увенчивая победную поступь завоеванием престижного Кубка Рио де Ла Платы в матче-турнире 1916 года против всё того же клуба из Авельянеды (2:1).
1916-й стал последним успешным годом в карьере Порте. Хотя «Насьональ» и далее продолжал успешно выступать и выигрывать трофеи, значение Абдона Порте как игрока для команды стало стремительно снижаться.

## Карьера в сборной
В общей сложности Порте провёл за национальную сборную, в которой дебютировал в 1914 году, лишь 3 матча, забив 1 гол. Клубный сверхпатриотизм Абдона Порте, гипертрофированная преданность «белым», считаемая таковой уже современниками, нежелание надевать иную майку, кроме той, что связывала бы его с «Насьоналем», являлись общеизвестными. Он не был готов тратить время и силы на национальную команду; он целиком, без остатка, полагал себя принадлежащим «Насьоналю». Тем не менее, в знак уважения Порте регулярно вызывали, не оскорбляясь ни отказами прибыть в расположение команды, ни отказами выйти на поле в редких случаях, когда долгожданное прибытие всё же осуществлялось. В 1917 году Порте в последний раз присутствовал в сборной: на победном для уругвайцев Чемпионате Южной Америки в Монтевидео он ограничился моральной поддержкой играющих соотечественников, не выйдя на поле ни разу, но покинув, однако, стадион «Парк Перейра», как и Скароне и компания, в качестве чемпиона. Вместе с этим то был тот период в карьере Порте, когда и при всём желании он не был в состоянии показывать игру того уровня, которой от него ждали. Абдон Порте с золотой медалью южноамериканского чемпиона, возвращаясь в клуб, вступал на финишную прямую своей карьеры и жизни.

## 1918 год
В 1917-м игра Порте совершенно разладилась: он утратил скорость, координацию, точность, а вместе с ними и уверенность в себе, и лидерство в команде, и повязку капитана. Игравший за «Насьональ» на износ, не жалея ни себя, ни одноклубников, ни, тем более, соперников, Абдон Порте выдохся. Он перестал играть от стартового до финального свистка, как делал всю предшествующую карьеру, потом — перестал выходить на замену, затем — перестал попадать в состав. Человек, искренне живший футболом, почитавший эту игру смыслом своей жизни и обескураживающе неожиданно его, смысл, вслед за ней, игрой, утративший, впервые заговорил о суициде. Перед сезоном 1918 года будущее Порте в клубе казалось традиционным для сходящего на покой ветерана: он прекращал быть действующим футболистом и становился чем-то вроде духовного наставника, формально числящегося в составе, но уже не игрока, и ещё не тренера. Но последующие события показали, что и на это Порте рассчитывать не приходилось. Точкой невозврата оказалось решение клубного руководства о полном расторжении всех отношений, связывающих или могущих связывать Абдона Порте с «Насьоналем». Самый ценный в недавнем прошлом игрок, энтузиаст, ставший одним из пионеров футбольного Монтевидео, кумир, без пяти минут идол болельщиков, вытащивший в своё время команду из кризиса и приведший её к покорению всех существующих клубных турниров, а теперь признанный недееспособным на футбольном поле, Порте должен был освободить место в составе для перешедшего в клуб аккурат в межсезонье 1917/18 молодого таланта Альфредо Сибеччи. Фактическое изгнание из «Насьоналя», означавшее, помимо прочего, и отлучение от футбола, оказалось не тем, что Абдон Порте мог принять и пережить. 4 марта 1918 года Порте провёл свой последний матч за «Насьональ», отыграв, как в былые времена, с первой минуты по последнюю, продемонстрировав себя прежнего, а рано утром 5-го — покончил с собой.
Очевидцы оставили свидетельства о последних часах жизни Абдона Порте. Вечером 4-го числа он вместе с друзьями по команде в привычном клубе в центре Монтевидео, не обнаруживая ничего странного в своём поведении, если не считать непривычную весёлость, отметил победу над ФК «Чарли»; в час утра 5 марта Порте покинул компанию и выдвинулся на трамвае до «Гран Парк Сентраль». Он проник на стадион клуба, пообщавшись со сторожем, уселся в центре футбольного поля, и, спустя пять или шесть десятков минут, сидя там же — выстрелил себе в сердце. Хотя звук выстрела и был услышан в прилегающих районах, что впоследствии позволило установить достаточно точное время его смерти, в режиме реального времени этому никто не придал значения. Через несколько часов, когда его тело обнаружил смотритель «Насьоналя» Северино Кастильо (впоследствии тренировавший сборную Уругвая), при нём оказались две предсмертные записки — одна, адресованная больной матери, вторая — президенту «Насьоналя» Дельгадо с просьбой об оказании матери материальной помощи, как указал футболист, в качестве ответной услуги за многолетнее содействие с его, Порте, стороны, развитию клуба. В той же записке Абдоном Порте выражалось пожелание быть похороненным на кладбище «Ла-Теха» рядом с могилами оказавших значительное влияние на его решение связать свою жизнь с футболом братьев Сеспедесов, Боливаром и Карлитосом, легендарными игроками «Насьоналя» первой половины 1900-х годов.
Причина, по которой Порте добровольно ушёл из жизни, для людей, знавших его, не была тайной; известно высказывание Нумы Пескера, выразившего, пожалуй, общее мнение: «Он любил „Насьональ“, как верующий — любит Бога, как патриот — любит флаг; „Насьональ“ составлял саму жизнь его». С подробным описанием событий, предшествовавших трагическому финалу, акцентируя внимание на решении клубного руководства об исключении Порте из команды под место для новичка Сибеччи и вызывая тем самым общественную бурю, выступил в печати спортивный журналист Диего Лусеро. Чемпионат Уругвая был прерван; «Насьональ», «Пеньяроль», «Уондерерс» и «Чарли» провели серию благотворительных матчей, выручка с которых пошла в пользу родных Порте. Упокоен он был, как и желал, рядом с братьями Сеспедесами; в похоронной церемонии принял участие отец братьев Эусебио.
Известие о самоубийстве спортсмена произвело в стране эффект шока. Сама мысль о том, что 25-26-летний Порте, успешный молодой человек, титулованный спортсмен, знаменитость, оставил жизнь, оставил мать, оставил невесту, свадьба с которой должна была состояться в начале апреля, из-за отстранения от футбола, воспринималась фантастической. В болельщицкой же субкультуре уход из жизни футболиста вызвал ценностный переворот: Порте, бывший легендой при жизни и обречённый на трансформацию в великий миф по смерти, стал эталонным примером преданности клубу и своеобразным его ангелом-хранителем, присматривающим за новыми поколениями «трёхцветных» со сделавшихся традиционными баннеров. В честь Абдона Порте была названа одна из трибун стадиона, где спортсмен провёл самые счастливые годы своей жизни, и который сознательно выбрал местом встречи со смертью.

## Образ Порте в искусстве
Смерть Абдона Порте и ставшие широко известными обстоятельства его спортивной жизни, его пронзительной привязанности к «Насьоналю», оказали влияние на уругвайских литераторов, в том числе и тех, кто прежде был крайне далёк от футбола и, тем более, от восприятия футбола чем-то более значимым, чем просто игры в мяч. В частности, знаменитый писатель Орасио Кирога вывел Порте под именем Хуана Польти в одноимённом рассказе (Juan Polti), наполненном романтическими мотивами и поэтизацией спорта, и опубликованном в аргентинском журнале Atlantis уже в мае 1918 года. Много позже другой именитый автор, Эдуардо Галеано, посвятил Порте сочинение под названием Muerte en la cancha в рамках книги El fútbol a sol y sombra.

## Достижения
Насьональ
- Чемпион Уругвая: 1912, 1915, 1916, 1917
- Обладатель Кубка Компетенсия: 1912, 1913, 1914, 1915
- Обладатель Кубка Славы: 1913, 1914, 1915, 1916, 1917
- Обладатель Кубка Конкуренции Шевалье Бутеля: 1913, 1915
- Обладатель Кубка Славы Коусиньер: 1915, 1916, 1917
- Обладатель Кубка Рио де Ла Платы: 1916

Сборная Уругвая
- Чемпион Южной Америки: 1917